# 埃文帕克
埃文帕克（英語：Avon Park），是美国佛罗里达州高地縣下属的一座城市。1884年建立，1886年設鎮，1926年設市。面积约为14.6平方公里（约合5.7平方英里）。根据2010年美国人口普查，该市有人口8,836人。论人口在本州排行第170。